# スタテン島和平協議

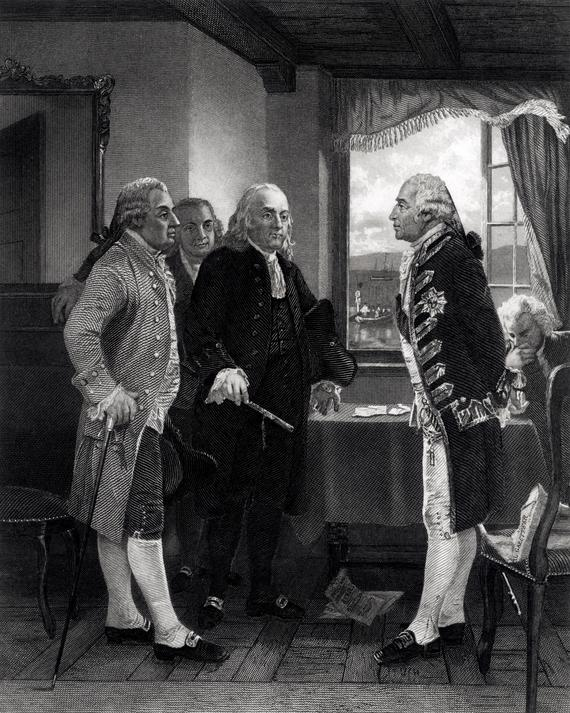
協議の様子を描いた版画、左からジョン・アダムズ、エドワード・ラトリッジ、ベンジャミン・フランクリン、リチャード・ハウ。制作者はアロンソ・チャッペル

スタテン島和平協議 （スタテンとうわへいきょうぎ、英: Staten Island Peace Conference）は、アメリカ独立戦争中の1776年9月11日に、ニューヨーク州スタテン島で開催された、戦争を終わらせようとした協議である。スタテン島にあるクリストファー・ビロップ大佐の住まいであるビロップ領主館で行われた。出席者は、イギリス側がリチャード・ハウ提督、アメリカ側は第二次大陸会議の代議員ジョン・アダムズ、ベンジャミン・フランクリンおよびエドワード・ラトリッジだった。
ハウ提督の権限は意図的に限られたものだったので、大陸会議代表団は会議の結果について初めから悲観的だった。会議が開かれたのは、ロングアイランドの戦いが行われ、イギリス軍が同島を占領した日から間もない事であり、3時間ちょうどで終わった会議は失敗だった。アメリカ側は2か月前の7月4日に発した独立宣言を認知してくれるよう固執したのに対し、ハウの限られた権限ではそこまで踏み込めなかった。この協議後、イギリス軍はニューヨーク市の支配を目指した作戦を続けることになった。

## 背景

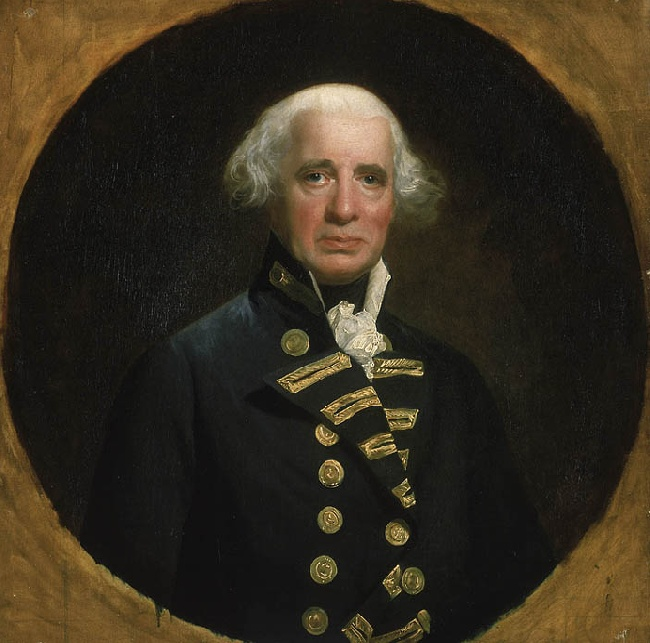
リチャード・ハウ提督、協議の提案を行い、イギリス側の代表となった

1775年遅くと1776年初期に、イギリス当局が反乱を起こした北アメリカ植民地への対応を練ったとき、大規模な陸軍を派遣してニューヨーク市を占領することに決めた。海軍のリチャード・ハウ提督と陸軍のウィリアム・ハウ将軍の兄弟が、それぞれその作戦で陸海軍を率いることになった。ハウ兄弟はさらなる力を示す行為無しにこの紛争を終わらせることが可能であると信じていたので、その軍事的な役割に加えて、外交的な権限を認めてもらえるよう要求していた。ハウ提督は1774年と1775年に非公式にベンジャミン・フランクリンと植民地の不満について協議したことがあったが、有効な解決策は得られなかった。ハウ将軍は、植民地に対する課税の問題が、イギリスの議会の優越性を保ったままで解決できると考えていた。当初イギリス王ジョージ3世は渋々ながらもハウ兄弟の限られた権限を承認したが、植民地担当大臣のジョージ・ジャーメインは強硬路線を選び、「代表が無いままの課税」いわゆる「耐え難き諸法」について、植民地側の免除されたいという要求に対して、何らかの譲歩を行う権限は与えられないと主張した。その結果、ハウ兄弟は恩赦と特赦を与える権限のみが認められ、実質的な譲歩を行う権限は認められなかった。

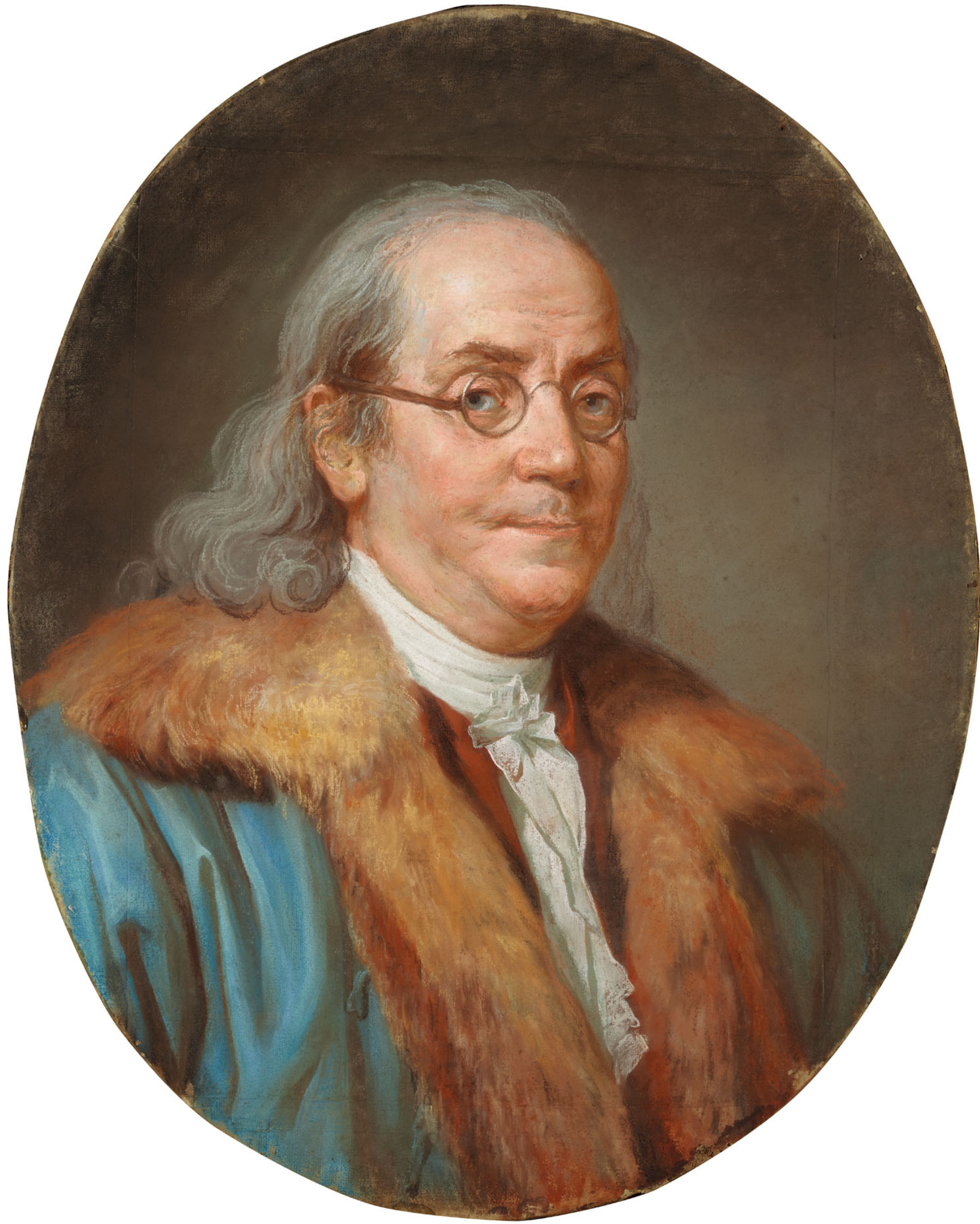
ベンジャミン・フランクリンとハウ提督は以前に植民地の不満について協議したことがあった

1776年7月にイギリス艦隊が北アメリカに到着した後、ハウ将軍は大陸軍のジョージ・ワシントン将軍との対話を行う試みを数回繰り返した。ワシントン宛の手紙を届ける試みは、ハウがワシントンの肩書きを認めようとしていなかったために2度までも拒絶された。しかし、ワシントンはハウの副官の1人、ジェイムズ・パターソン大佐とじかに会うことに合意した。7月20日に行われたこの会合で、ワシントンはハウの外交権限が恩赦を与えることに限られていることを理解し、アメリカ人は如何なる誤りも犯していないので、恩赦を与えられる必要はないという見解を返した。その後、ハウ提督がベンジャミン・フランクリンに和平の提案と恩赦の申し出を詳述した手紙を送った。7月30日にフランクリンは大陸会議でこの手紙を読み上げた後、ハウ提督に次のような返書を送った。
フランクリンはハウ提督に対して、「貴方は和解の協議を行う可能性をかつて私に与えた」という指摘もしていた。ハウ提督はこのフランクリンの強烈な反応に対して幾らか仰天させられた可能性がある。
1776年8月27日のロングアイランドの戦いで、イギリス軍は同島西部（現在のブルックリン）の占領に成功し、ワシントン軍をマンハッタン島に撤退させた。ハウ将軍はその後それまでに得た利点を確固たるものにするために停止し、兄弟で外交交渉を行うことに決めた。先の戦闘でジョン・サリバン少将など幾人かの大陸軍高級将校を捕虜にしていた。ハウ兄弟はサリバンを説得して、大陸会議の代議員と協議することが成果を生む可能性があること、サリバンを仮釈放で解放し、フィラデルフィアの大陸会議に伝言を運ばせること、その伝言はイギリスと反乱植民地の間で行われている武装闘争を終わらせるために非公式の会合を行う提案であることを納得させた。サリバンが大陸会議で演説した後、ジョン・アダムズはサリバンを「囮の鴨」と呼び、イギリスが「我々の独立を断念するように誘う」ためにサリバンを派遣したと糾弾し、この外交の試みについて冷笑的なコメントを出した。大陸会議が戦争を長引かせようとしていると非難する試みのようにも見えると言う者もいた。しかし、大陸会議はイギリスの申し出に同意し、ハウ提督との会談にアダムズ、ベンジャミン・フランクリンおよびエドワード・ラトリッジの3代議員を派遣することに決めた。この3人は「幾つか質問し、（ハウの）答えを引き出す」よう指示されたが、それ以上の権限は無かった。ハウがこの使節団の限られた権限を知ったとき、会合を延期しようと考えたこともあったが、弟のハウ将軍と協議したあとで、実行することにした。使節団の誰もがこの会合で何かが得られるとは思っていなかった。
イギリスの政策では大陸会議を立法府の権限を持つ主体と認めていなかったので、ハウ提督は使節団に一般市民として会うことを求めていた。しかし会議を実行するために、大陸会議の公式代表として認められるべきというアメリカ側の要求に同意することになった。

## 会合

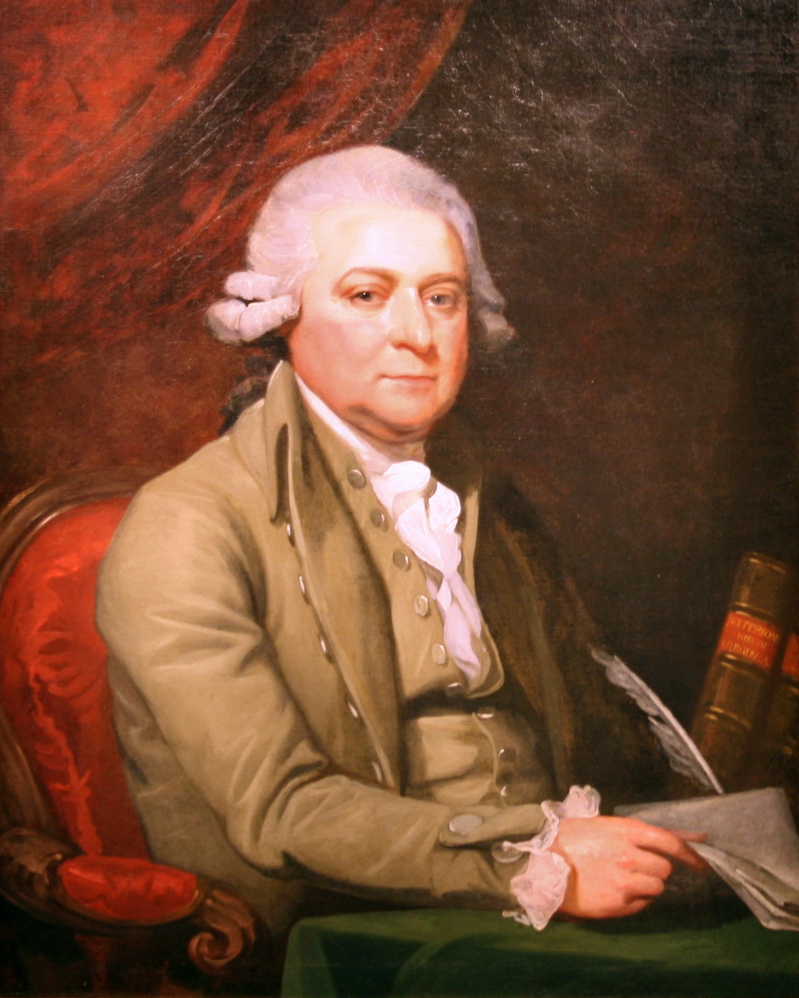
ジョン・アダムズ、協議の成功を信じていなかった

スタテン島にあるクリストファー・ビロップ大佐の住まいが会合の場に選ばれた。そこはイギリス軍の兵舎とするために占領されており、不潔な環境にあったが、1室が清掃されて会合に備えられた。この会合の間、イギリス軍の士官1人が人質としてアメリカ側に預けられたが、大陸会議代表団はその士官をアメリカ側に残して行くのではなく、自分たちと同行するよう求めた。代表団が到着すると、ドイツ人傭兵の整列で護衛されて家の中に入り、アダムズによれば、クラレット（赤ワイン）、ハム、羊肉および舌肉の料理が供された。
会合は3時間続いたが、どちらの側も共通の土俵を見いだせなかった。アメリカ側は如何なる交渉も最近発した独立宣言をイギリスが認知してくれることを要求することに固執した。ハウ提督はその要求に応じる権限を与えられていないと述べた。エドワード・ラトリッジがハウ提督に、サリバンが主張していたように通商禁止法（植民地の海上封鎖を認めていた）を撤廃する権限があるかを尋ねると、ハウはサリバンが間違っていると言って、それを否定した。ハウの権限には、植民地にイギリスの議会が課した税の代わりに決められた負担を担うことに合意すれば、法の執行を停止することができることが含まれていた。このことは植民地が先ず敵対行為を止めることに合意しなければ、実行できないはずだった。
この会合の大半で双方の態度は和やかだった。しかし、ハウ提督がアメリカを失うことは「兄弟を失うことのように」感じると表明すると、フランクリンは、貴方の君主がその喪失感を味わわないように最大限の努力をするつもりだ」と伝えた。ハウ提督は不満げにアメリカの代表団をイギリスの臣民としてしか見られないと述べると、これに対してアダムズが「貴方の君主は貴方の気に入る見方で私のことを考えるかもしれない...イギリスの臣民という見方を除いて」と答えた。ハウ提督はアダムズには答えずに、フランクリンとラトリッジに向かって「アダムズ氏は意志の固い性格だと思われる」と語った。

## 協議の後

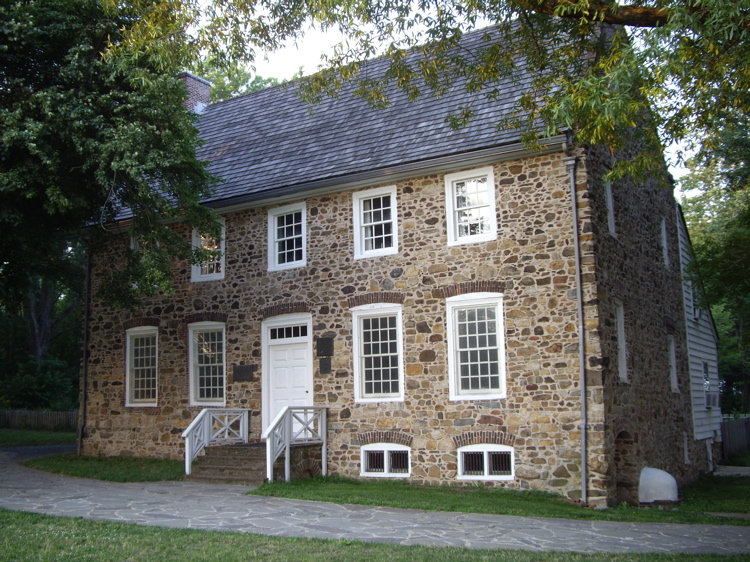
協議が行われた館

大陸会議代表団はフィラデルフィアに戻り、ハウ提督は「我々に何の提案も行わなかった」ことと、「アメリカは無条件の全的な臣従以外の何も期待されていない」と報告した。ジョン・アダムズはその後長年経ってから、ハウ兄弟が提案した恩赦のリストから自分の名前が意図的に外されていたことを知った。大陸会議はその報告書をコメント無しで出版した。ハウ提督が会合の記録を出版しなかったので、その結果はイギリスの弱さを示すものと考える者が多かった。しかし、多くのロイヤリストやイギリスの傍観者の中には、大陸会議の報告書が会合の様子を不正確に伝えていると考える者がいた。あるイギリスの評論家はこの会合について、「彼等は出会い、話をし、別れた。今、戦い続けるしか残されていない。」と記した。ハウ提督は協議の失敗を弟に報告し、2人でニューヨーク市に対する作戦継続の準備に取りかかった。この会合の4日後、イギリス軍はマンハッタン島のキップス湾で上陸し、ニューヨーク市を占領した。
この協議に続く和平ための大きな動きは1778年のことであり、イギリスがカーライル伯爵の率いる和平使節団を占領しているフィラデルフィアに送ったときだった。彼等は大陸会議を交渉相手として認める権限を与えられており、現代のイギリス連邦の自治領にほぼ相当する自治政府を提案した。当時イギリス軍はフィラデルフィアからの撤退を計画しており、アメリカ側がその使節団の権限を与えられていないことも要求したので、この試みは挫折した。
スタテン島和平協議が行われた家は現在、市立公園のカンファランス・ハウス公園の中で博物館として保存されている。アメリカ合衆国国定歴史建造物であり、アメリカ合衆国国家歴史登録財にも指定されている。